# Westside Gunn
Westside Gunn, de son vrai nom Alvin Worthy, né le 27 juillet 1982 à Buffalo, État de New York, est un rappeur américain.

## Biographie
Signé sur deux labels, Griselda Records et Daupe! Records, il publie son premier album studio, FLYGOD, en 2016, qui est très bien reçu par la critique. Sa capacité à rendre l'atmosphère sinistre des rues de Buffalo par des productions lancinantes et son grain stéroïdé est saluée par les amateurs. Ceux-ci luttent pour acquérir les versions physiques de ses projets, limitées à quelques exemplaires pour les différents formats.
Westside revendique d'agir pour la "Culture", l'"Art". Sa communication messianique sur les réseaux sociaux rend compte de la mission qu'il porte. Celle-ci est d'ordre divin, et l'auditeur doit l'honorer, tel le Christ. There's God and There's FLYGOD, Praise Both.
Westside Gunn distille les références au catch. Le titre Summerslam 88 l'atteste, agrémenté d'une production cristalline dont la pureté évoque le son de la parousie.
Bernard Rollins ou AROE ont collaboré pour les pochettes de ses projets.
Le 3 mars 2017, Westside Gunn, signe avec son frère le rappeur Conway the Machine, sur le label d'Eminem, Shady Records, devenant les premiers artistes de Buffalo à rejoindre une major,. Cette proximité nouvelle leur permet d'être programmés pour de nombreux festivals généralistes américains à l'été 2018, dont Coachella. Il a cependant annoncé en 2020 avoir quitté le label.

## Discographie

### Album studio
- 2016: FLYGOD
- 2018: Supreme Blientele
- 2020: Pray For Paris
- 2020: Who Made The Sunshine
- 2023: And Then You Pray For Me
- 2024 : Still Praying

### Mixtapes
- 2005: Flyest Nigga in Charge Vol. 1
- 2012 : Hitler Wears Hermes
- 2014 : Hitler Wears Hermes II
- 2015 : Hitler Wears Hermes III
- 2016 : Hitler Wears Hermes IV
- 2017 : Hitler Wears Hermes V
- 2018 : Hitler Wears Hermes VI
- 2019 : Hitler Wears Hermes VII
- 2019 : Flygod Is An Awesome God
- 2020 : Flygod Is An Awesome God 2
- 2021 : Hitler Wears Hermes VIII : Sincerely, Adolf
- 2021 : Hitler Wears Hermes VIII : Side B
- 2022 : Peace "Fly" God
- 2022 : 10
- 2024 : 11
- 2025 : 12

### EP
- 2016 : There's God and There's FLYGOD, Praise Both

### Albums collaboratifs
- 2015 : Hall and Nash (avec Conway)
- 2015 : Griselda Ghost (avec Conway)
- 2016 : Roses Are Red... So Is Blood (avec The Purist)
- 2016 : Don't Get Scared Now (avec Mach Hommy et Conway)
- 2017 : Riots on Fashion Avenue (avec Mil Beats)
- 2022 : Vial Caps (avec Sean Strange)
- 2023 : Hall and Nash 2 (avec Conway et The Alchemist)